# Humo de Muro
Humo de Muro (O Lumo de Muro en aragonés) es una localidad española dentro del municipio de La Fueva, en el Sobrarbe, provincia de Huesca, Aragón. Tenía una población de 18 habitantes el año 2011. Antiguamente era capital del municipio ya desaparecido de Muro de Roda.

## Toponimia
Existe una teoría que afirma que el nombre de Humo de Muro deriva de la palabra latina "<LUMBUS" y no de humo. El topónimo en castellano se creó por una mala interpretación de la pronunciación local de la palabra aragonesa lumo, interpretándola como l'umo o l'humo por error. La traducción correcta habría sido La Loma de Muro.
Otra teoría afirma que la palabra lumo sería realmente un apócope de dos palabras iberas: lur y umo, que significarían tierra y grasa, a través de alguna forma de tipo lu'umo (tierra fértil). De acuerdo con su autor, valdría tanto para Humo de Muro como para Humo de Rañín, pues ambas localidades presentan buenas fincas al lado de dos cursos de agua que de siempre las habrían hecho fáciles de mantener en regadío.

## Geografía
Se sitúa a orillas del barranco Usía. Es la única población que todavía mantiene un camino que lo comunica con el despoblado de Ministerio, a 1,5 km y en las faldas del cerro de Muro. Dista unos 2 km de Fumanal, 2,5 de El Pamporciello (ambos al norte) y unos 2,7 a Arasanz (al nordeste) y 1 a Palo (al sur). Al sudeste se encuentra el santuario de Santa María de Bruis.

## Historia
Se trata de una aldea histórica de Muro de Roda, que se encuentra en la parte fovana bajo el cerro que domina dicha población fortificada, en la ribera del barranco Usía y en la boca del estrecho que lo conduce hacia la ribera de Mediano. Mantiene caminos tradicionales con el resto de núcleos que conformaban el municipio histórico de Muro de Roda, la mayoría de los cuales en la actualidad están despoblados, en las faldas del cerro de Muro de Roda. Hasta su integración en el municipio actual en la década de 1960, Humo de Muro ejercía como cabecera municipal.

## Demografía
| Gráfica de evolución demográfica de Humo de Muro entre 2000 y 2012 |
|                                                                    |

## Urbanismo
En Humo de Muro se encuentra la Casa Clavería; una casa fortificada del siglo XVI que en la actualidad está reformada y funciona como restaurante, el cual tiene también un parque zoológico pequeño, que fundamentalmente expone una colección de animales domésticos y de granja y alguna especie algo más exótica como avestruces.

## Festividades
- Segundo fin de semana de mayo: fiesta mayor.[6][7]
- 24 de agosto: romería de San Bartolomé subiendo a la iglesia de San Bartolomé que está en Muro de Roda.[6][7]